# 鳥原学
鳥原 学 （とりはら まなぶ、1965年 - ）は、日本の写真評論家、写真研究者。

## 人物・来歴
大阪府出身。1987年、近畿大学商学部卒業。1993年から写真弘社、写真ギャラリーアート・グラフ運営担当。1998年からフリーに。現在、写真評論家、日本写真芸術専門学校講師、東京ビジュアルアーツ講師も兼任。
ギャラリスト時代から『アサヒカメラ』をはじめ各種写真雑誌に寄稿。現在も「名作誕生とその時代」を『CAPA』誌で連載などさまざまな写真媒体で執筆。また日本写真芸術専門学校では写真家たちを招いたトークショーなどイベントも開催、また写真展の審査委員なども務める。21世紀に入って以降、最も積極的に写真家に接触し、ポスト飯沢耕太郎として写真評論活動を展開する。また写真史への関心が強く、往年の写真家や写真雑誌編集者の多くに聴き取りを試みている。

## 著書
- 『時代をつくった写真、時代がつくった写真 ―戦後写真クロニクル』日本写真企画、2008年
- 『日本写真史 上 ―幕末維新から高度成長期まで』中央公論新社・中公新書
- 『日本写真史 下 ―安定成長期から3・11後まで』、各・2013年
- 『写真のなかの「わたし」　ポートレイトの歴史を読む』筑摩書房・ちくまプリマー新書、2016年
- 『時代を写した写真家人の肖像』玄光社、2018年6月
- 『教養としての写真全史』筑摩選書、2021年8月